# Bassel Shehadeh
Bassel Shehadeh oder Bassel Al Schahade (arabisch باسل شحادة, DMG Bāsil Šaḥāda; geboren am 31. Januar 1984 in Damaskus, Syrien; gestorben am 28. Mai 2012 in Homs, Syrien) war ein syrischer Filmemacher und Informatiker und ein bekannter Aktivist des syrischen Aufstands gegen Präsident Baschar al-Assad in den Jahren 2011 bis 2012. Er war einer der ersten, die friedliche Proteste in Damaskus organisierten, um gegen die gewalttätige Niederschlagung des Arabischen Frühlings durch die Regierung zu protestieren. Shehadeh wurde verhaftet, während er mit Mitstreitern in al-Midan, einem Stadtteil von Damaskus, protestierte. Er dokumentierte mit seiner Kamera die Angriffe und Bombardierungen in Homs durch staatliche Kräfte. 2012 wurde er bei einem Angriff der Regierung in der Nähe von al-Sassafra in Homs getötet.

## Frühes Leben
Shehadeh wurde in Damaskus am 31. Januar 1984 als Kind einer christlichen Familie geboren. Seine Mutter war Ingenieurin und sein Vater Professor für Maschinenbau an der Universität Damaskus. Er hatte einen Bruder, Alaa, und eine Schwester, Maria, die zuerst Medizin an der Universität Damaskus studierte und später für einen Nachrichtensender in Dubai arbeitete.

### Studium
Nach seinem Schulabschluss begann Shehadeh 2001 sein Informatik-Studium an der Universität von Damaskus, das er 2006 mit dem Schwerpunkt Künstliche Intelligenz erfolgreich beendete. Shehadeh begann daraufhin Archäologie zu studieren und arbeiten für die Vereinten Nationen in Damaskus.

### Filmproduktion und USA-Reisen
Shehadeh entwickelte eine Leidenschaft fürs Filmemachen, für Fotografie und für die Musik. Er produzierte mehrere Kurzfilme wie beispielsweise:
- Saturday Morning Gift: Ein kurzer Dokumentarfilm über das Leid, das Kinder im Libanonkrieg 2006 zwischen der Hisbollah und Israel erlebten.[3]
- Carrying Eid to Camps: Eine kurze Dokumentation über ein wohltätiges Projekt, an dem Shehadeh teilnahm. Im Rahmen des Projekts wurden Geschenke während Eid ul-Fitr, dem Fest des Fastenbrechens, an Kinder, die wegen der Dürre in Syrien in Flüchtlingslagern in der Nähe von Damaskus leben, verteilt.[4]
- Brakes: Ein Dokumentarfilm, der 2011 mit dem Tamkeen-Preis für den besten syrischen Dokumentarfilm im Dox-Box-Film-Festival ausgezeichnet wurde.[2]

Im Jahr 2011 erhielt Shehadeh ein Fulbright-Stipendium für einen Master-Studiengang in Filmproduktion an der Syracuse University in den USA. Er verließ Syrien, nachdem er wegen der Teilnahme an einer Protestaktion in al-Midan in Damaskus für zwei Tage verhaftet wurde, um sich für das Wintersemester 2011 an der Syracuse University einzuschreiben.
Er reiste viel in den USA, um die Protestbewegung Occupy Wall Street zu filmen und zu fotografieren und gleichzeitig Interviews mit mehreren amerikanischen Intellektuellen zu führen. Der von Shehadeh im Jahr 2011 produzierte Film „Singing to Freedom“ zeigt Interviews mit vielen prominenten Intellektuellen, darunter Noam Chomsky, über ihre Ansichten zum friedlichen Widerstand gegen diktatorische Regimes. Nach Ende des Herbstsemesters 2011 beschloss er, sein Studium abzubrechen und zum friedlichen Widerstand in Syrien zurückzukehren. Gegenüber Rima Marrouch, einer Reporterin des National Public Radio, sagte er „Ich kann nicht abwesend sein, wenn die Revolution stattfindet. Ich musste zurück kommen. Man kann immer noch später studieren.“

### Reise von Damaskus nach Neu-Delhi
Reisen war eine weitere Leidenschaft von Shehadeh. Am 17. März 2011, gerade als der Arabische Frühling Syrien erreichte, begann Shehadeh eine 10.156 km lange Fahrt von Damaskus nach Neu-Delhi auf seinem 30 Jahre alten Motorrad der Marke Cossack Minsk. Er fuhr durch Irak, Iran, Afghanistan, Pakistan und die Türkei, um zu seinem Ziel zu gelangen. Nachdem ihm während einer Etappe seiner Reise das Benzin ausging, besorgte er sich jeden Morgen einen Liter Benzin durch Tauschhandel, um seine Reise fortsetzen zu können. Er war der erste Syrer, der offiziell die Grenze zwischen Iran und Pakistan überquerte. Er wurde deshalb von der pakistanischen Polizei auf seiner Fahrt durch den westlichen Teil des Landes „eskortiert“. Im Mai 2011 kehrte er nach Damaskus zurück.

## Rolle im Aufstand in Syrien
Shehadeh nahm an den ersten Demonstrationen in Damaskus teil, um die Protestbewegungen des Arabischen Frühlings in Tunesien und Ägypten zu unterstützen. Er rief zu einem Sitzstreik vor der ägyptischen Botschaft in Damaskus auf, um gegen die Niederschlagung von Protesten gegen Mubaraks Regime in Ägypten zu protestieren. Der Sitzstreik wurde von den syrischen Sicherheitskräften gewalttätig aufgelöst. Während des Aufstands in Syrien im März 2011 nahm Shehadeh an mehreren Veranstaltung des friedlichen Widerstands teil. Er schloss sich der Protestbewegung der Intellektuellen in Damaskus an und wurde schließlich am 13. Juli 2011 festgenommen. Später wurde er von Sicherheitsbeamten geschlagen, seine Diabetes-Erkrankung verschlechterte sich während der Inhaftierung.
Nach seiner Haft ließ sich Shehadeh nicht davon abhalten, seinen Protest fortzuführen. Er gilt als Pionier des Projekts "Freedom Money" in Damaskus und er filmte viele friedliche Proteste sowie Angriffe durch Regierungskräfte. Nach seiner Rückkehr aus den USA arbeitete Shehadeh unentgeltlich als Reporter und Berichterstatter für eine Reihe von Medien. Er zog im März 2012 nach Homs, obwohl die militärischen Operationen des syrischen Regimes in der Stadt zunahmen. Er blieb dort fast 3 Monate bis zu seinem Tod.
In Homs gelang es ihm, die Bombardierungen der Regierung zu filmen. Er bildete viele Aktivisten und Fotografen darin aus, Filmaufnahmen zu erstellen. Shehadeh begann damit, einen Kurzfilm mit dem Titel I Will Cross Tomorrow zu produzieren, um die anhaltende Gefahr zu dokumentieren, in der sich Widerstandskämpfer in Homs befinden. Shehadeh bildete außerdem den Produzenten Ahmad al-Assam (auch bekannt als Ahmad Abu Ibrahim), der viele Videos erstellte und einige Nachrichtenbeiträge über Syrien produzierte.

## Tod
Am 28. Mai 2012 wurde Shehadeh in der Nähe von al-Sassafra in Bab al-Sebaa, Homs angeschossen und zusammen mit einer Gruppe von Aktivisten, darunter Ahmad al-Assam, von Regierungstruppen getötet. Nach seinem Willen wurde Shehadeh in Homs beigesetzt. Regierungstruppen hinderten seine Familie und Freunde daran, in die Kirche von Damaskus zu gehen, um dort für ihn zu beten, indem sie u. a. sein Haus belagerten. Die Syracuse University veröffentlichte eine Erklärung, in der sie seinen Tod verurteilten und der Familie und Freunden ihr Mitleid aussprach. Noam Chomsky kommentierte Shehadehs Tod mit den Worten: „Schreckliche Nachrichten! [...] Ein wunderbar mutiger Mensch. Was wird mit dem armen Syrien passieren, wenn es tiefer im Abgrund versinkt.“